# جنبش (آلبوم نایل هوران)
Flicker اولین آلبوم استودیویی توسط نایل هوران خواننده ایرلندی است. این برنامه در تاریخ ۲۰ اکتبر ۲۰۱۷ از طریق Neon Haze و Capitol Records منتشر شد. "This Town" در ۲۹ سپتامبر ۲۰۱۶ به عنوان تک آهنگ اصلی آلبوم منتشر شد.
سوسو زن (به انگلیسی: Flicker) آلبومی از هنرمند اهل جمهوری ایرلند نایل هوران است.